# Coghinasmeer
Het Coghinasmeer (Italiaans: Lago di Coghinas, Sardijns: Lagu di Cuzina) is een stuwmeer in de Italiaanse provincie Sassari, in het noorden van het eiland Sardinië. Het meer ligt op ongeveer 164 meter hoogte in de bedding van de Coghinas.
Het meer ontstond in 1927 na de bouw van de bij de kroon 185 meter lange en 58 meter hoge Muzzonestuwdam in de bedding van de Coghinas. De stuwdam is gebouwd naar een ontwerp van de ingenieurs Angelo Omodeo en Luigi Kambo; de bouwwerken liepen van 1924 tot 1926. De dam is een gewone zwaartekrachtdam met afwisselende lagen metselwerk, stenen en beton. Het stuwmeer heeft thans een oppervlakte van 17,9 km² en een volume van 254 miljoen kubieke meter water. De maximale diepte is 50 meter. De bijliggende waterkrachtcentrale in uitbating van Enel heeft een totaal vermogen van 22,7 MVA. Het meer ligt op grondgebied van de gemeenten Oschiri en Tula.
Over een van de oostelijke uitlopers van het meer is de Ponte Diana aangelegd, om de Strada Statale 392 del Lago del Coghinas van Tempio Pausania ten noorden van het meer naar Oschiri ten zuidoosten van het meer te voeren. De gietijzeren brug, gebouwd in 1925, had sindsdien geen noemenswaardig onderhoud ondergaan, en werd op 8 juni 2022 gesloten voor alle verkeer. Om de nodige werkzaamheden aan de pilonen boven waterpeil te kunnen uitvoeren moest tijdens de zomermaanden gedurende vier maanden een grote hoeveelheid water uit het al lager liggende stuwmeer wegvloeien, vooraleer het meer zich in de herfst door grotere regenval terug vulde. In 2022 en 2023 kregen Anas en Enel echter geen toelating voor het watervlak te laten dalen.
De omringende natuurlijke omgeving wordt gekenmerkt door mediterraan struikgewas, steeneiken (Quercus ilex) en kurkeikenbossen (Quercus suber). Hoewel het een kunstmatig stuwmeer is, zoals de overgrote meerderheid van de Sardijnse meren, zijn er talloze soorten vogels en waterfauna.
Aan de oevers van het meer aan de kant van Tula zijn er enkele accommodatiefaciliteiten, waaronder een bar, een hostel, een zeilcentrum en een bootverhuurpunt. In de wateren is het mogelijk om te vissen op Sardijnse paling, forelbaars, baars, zonnebaars, karper en exoten als de zwarte dwergmeerval en de Rode Amerikaanse rivierkreeft.